# فهرست کشورها بر پایه واردات نفت

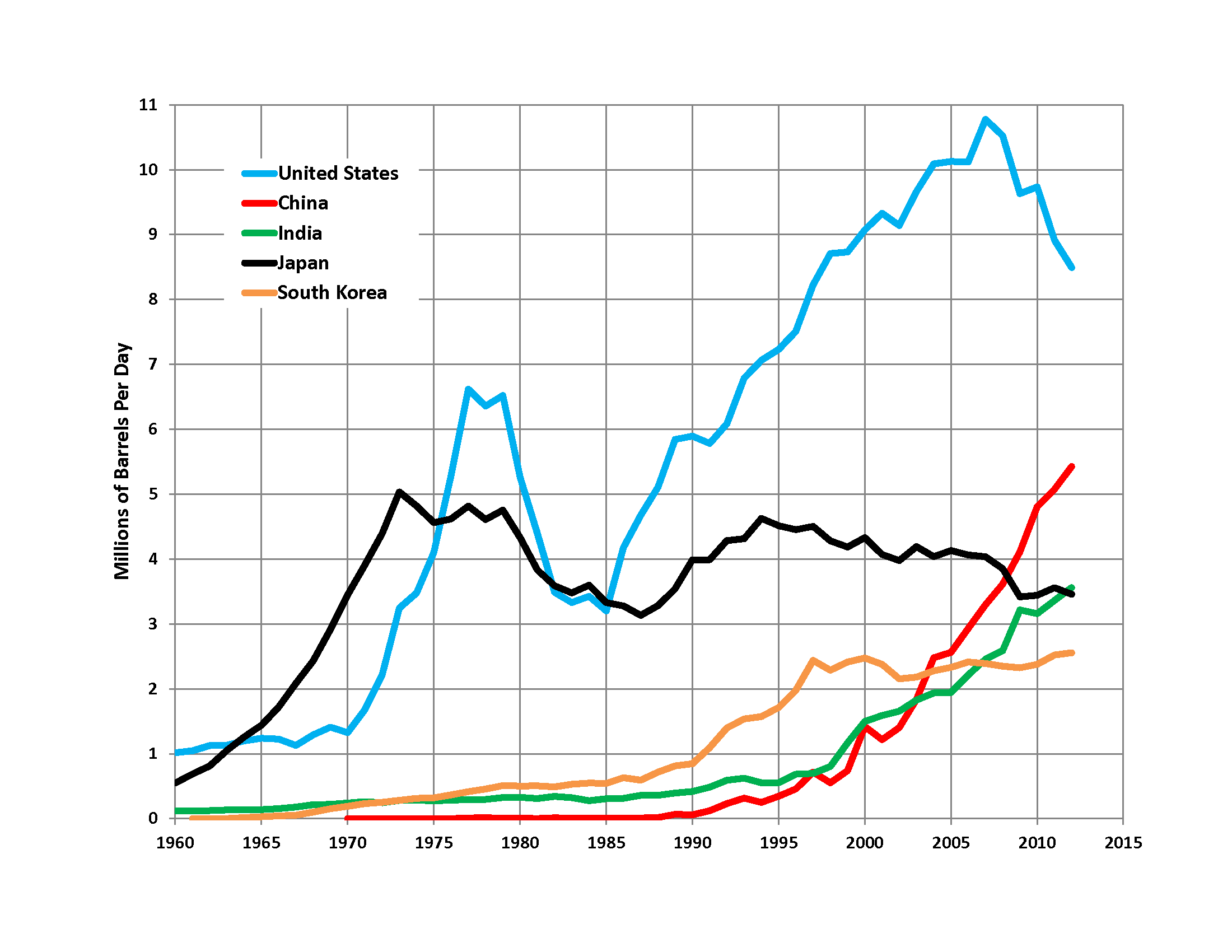
روندهای واردات نفت پنج تا از بالاترین کشورها وارد کنندهٔ نفت طی سال‌های ۱۹۶۰–۲۰۱۲ میلادی

این مقاله فهرستی از کشورها برحسب واردات نفت است که از کتاب حقایق جهان و سایر منابع استخراج شده‌است. همچنین بسیاری از کشورها صادرات نفت داشته و برخی نیز بیش از واردات، صادرات نفت دارند.
| کشور/منطقه                                       | نفت خام - واردات (بشکه\روز - تخمینی) | سال استخراج اطلاعات |
| ------------------------------------------------ | ------------------------------------ | ------------------- |
| اتحادیه اروپا                                    | ۱۴٬۰۶۰٬۰۰۰                           | ۲۰۱۷                |
| چین                                              | ۱۰٬۸۵۲٬۶۱۵                           | ۲۰۲۰                |
| ایالات متحده                                     | ۵٬۸۷۷٬۰۰۰                            | ۲۰۲۰                |
| هند                                              | ۴٬۰۳۳٬۰۵۰                            | ۲۰۲۰                |
| ژاپن                                             | ۲٬۴۷۲٬۳۶۴                            | ۲۰۲۰                |
| کره جنوبی                                        | ۲٬۶۶۰٬۳۶۹                            | ۲۰۲۰                |
| آلمان                                            | ۱٬۶۷۱٬۱۷۸                            | ۲۰۲۰                |
| فیلیپین                                          | ۸۹٬۳۰۰                               | ۲۰۲۰                |
| ایتالیا                                          | ۱٬۰۱۴٬۲۴۱                            | ۲۰۲۰                |
| اسپانیا                                          | ۱٬۱۰۴٬۵۹۴                            | ۲۰۲۰                |
| پادشاهی متحده                                    | ۷۰۸٬۷۰۸                              | ۲۰۲۰                |
| هلند                                             | ۹۹۷٬۷۶۹                              | ۲۰۲۰                |
| فرانسه                                           | ۶۶۶٬۱۸۰                              | ۲۰۲۰                |
| سنگاپور                                          | ۷۵۲٬۹۱۷                              | ۲۰۲۰                |
| تایلند                                           | ۸۳۷٬۳۳۳                              | ۲۰۲۰                |
| تایوان                                           | ۸۴۱٬۳۰۰                              | ۲۰۱۵                |
| کانادا                                           | ۷۱۸٬۳۷۴                              | ۲۰۲۰                |
| بلژیک                                            | ۵۵۰٬۹۱۸                              | ۲۰۲۰                |
| یونان                                            | ۴۵۸٬۵۳۱                              | ۲۰۲۰                |
| لهستان                                           | ۵۳۸٬۹۰۷                              | ۲۰۱۹                |
| استرالیا                                         | ۲۳۱٬۹۳۴                              | ۲۰۲۰                |
| بلاروس                                           | ۴۳۳٬۴۰۰                              | ۲۰۱۲                |
| آفریقای جنوبی                                    | ۴۵۱٬۶۶۷                              | ۲۰۱۹                |
| اندونزی                                          | ۲۳۳٬۰۰۰                              | ۲۰۲۰                |
| ترکیه                                            | ۳۷۹٬۶۰۰                              | ۲۰۱۳                |
| پاکستان                                          | ۳۷۲٬۸۰۰                              | ۲۰۱۳                |
| سوئد                                             | ۳۵۲٬۳۰۰                              | ۲۰۱۳                |
| برزیل                                            | ۳۴۴٬۹۰۰                              | ۲۰۱۲                |
| پرتغال                                           | ۲۸۲٬۴۰۰                              | ۲۰۱۳                |
| اسرائیل                                          | ۲۷۵٬۶۰۰                              | ۲۰۱۳                |
| بحرین                                            | ۲۴۳٬۳۰۰                              | ۲۰۱۲                |
| فنلاند                                           | ۲۳۶٬۰۰۰                              | ۲۰۱۳                |
| آروبا                                            | ۲۲۹٬۰۰۰                              | ۲۰۱۲                |
| مالزی                                            | ۲۰۰٬۲۰۰                              | ۲۰۱۲                |
| شیلی                                             | ۱۸۶٬۹۰۰                              | ۲۰۱۳                |
| لیتوانی                                          | ۱۸۱٬۹۰۰                              | ۲۰۱۲                |
| اتریش                                            | ۱۷۳٬۹۰۰                              | ۲۰۱۴                |
| کوبا                                             | ۱۶۰٬۰۰۰                              | ۲۰۱۳                |
| مراکش                                            | ۱۴۸٬۵۰۰                              | ۲۰۱۲                |
| جمهوری چک                                        | ۱۳۱٬۳۰۰                              | ۲۰۱۳                |
| بلغارستان                                        | ۱۲۸٬۱۰۰                              | ۲۰۱۲                |
| قزاقستان                                         | ۱۱۸٬۴۰۰                              | ۲۰۱۲                |
| اسلواکی                                          | ۱۱۷٬۶۰۰                              | ۲۰۱۳                |
| مجارستان                                         | ۱۱۵٬۳۰۰                              | ۲۰۱۳                |
| پرو                                              | ۱۱۰٬۶۰۰                              | ۲۰۱۲                |
| رومانی                                           | ۱۰۴٬۹۰۰                              | ۲۰۱۲                |
| سوئیس                                            | ۱۰۱٬۴۰۰                              | ۲۰۱۳                |
| نیوزیلند                                         | ۱۰۱٬۲۰۰                              | ۲۰۱۳                |
| دانمارک                                          | ۹۹٬۶۹۰                               | ۲۰۱۳                |
| مصر                                              | ۸۰٬۰۰۰                               | ۲۰۱۳                |
| ساحل عاج                                         | ۷۲٬۸۶۰                               | ۲۰۱۲                |
| کره شمالی                                        | ۷۰٬۰۰۰                               | ۲۰۱۳                |
| ایرلند                                           | ۶۶٬۴۹۰                               | ۲۰۱۳                |
| اردن                                             | ۵۹٬۴۴۰                               | ۲۰۱۳                |
| ترینیداد و توباگو                                | ۵۹٬۱۸۰                               | ۲۰۱۲                |
| اندونزی                                          | ۵۳٬۷۰۰                               | ۲۰۱۲                |
| اروگوئه                                          | ۴۰٬۸۸۰                               | ۲۰۱۲                |
| کرواسی                                           | ۳۷٬۳۰۰                               | ۲۰۱۴                |
| نروژ                                             | ۳۷٬۰۸۰                               | ۲۰۱۳                |
| اوکراین                                          | ۳۳٬۰۲۰                               | ۲۰۱۲                |
| سری‌لانکا                                         | ۳۲٬۵۲۰                               | ۲۰۱۲                |
| کامرون                                           | ۳۱٬۹۶۰                               | ۲۰۱۲                |
| صربستان                                          | ۳۱٬۷۳۰                               | ۲۰۱۴                |
| روسیه                                            | ۲۹٬۶۵۰                               | ۲۰۱۴                |
| ایران                                            | ۲۸٬۱۴۰                               | ۲۰۱۲                |
| جمهوری دومینیکن                                  | ۲۶٬۵۰۰                               | ۲۰۱۲                |
| بنگلادش                                          | ۲۵٬۳۲۰                               | ۲۰۱۲                |
| غنا                                              | ۲۴٬۲۰۰                               | ۲۰۱۲                |
| جامائیکا                                         | ۲۴٬۱۶۰                               | ۲۰۱۲                |
| تونس                                             | ۲۲٬۱۲۰                               | ۲۰۱۲                |
| بوسنی و هرزگوین                                  | ۲۰٬۰۴۰                               | ۲۰۱۲                |
| کنیا                                             | ۱۹٬۸۳۰                               | ۲۰۱۲                |
| سنگال                                            | ۱۵٬۵۶۰                               | ۲۰۱۲                |
| پاپوآ گینه نو                                    | ۱۴٬۸۸۰                               | ۲۰۱۲                |
| زامبیا                                           | ۱۴٬۳۴۰                               | ۲۰۱۲                |
| نیکاراگوئه                                       | ۱۳٬۵۸۰                               | ۲۰۱۴                |
| السالوادور                                       | ۹٬۹۴۰                                | ۲۰۱۲                |
| مکزیک                                            | ۹٬۸۸۴                                | ۲۰۱۳                |
| [[File:\|23x15px\|border \|alt=\|link=]] الجزیره | ۵٬۹۰۰                                | ۲۰۱۲                |
| جزایر ویرجین ایالات متحده                        | ۴٬۴۹۳                                | ۲۰۱۲                |
| آلبانی                                           | ۳٬۴۴۰                                | ۲۰۱۲                |
| ازبکستان                                         | ۳۴۰                                  | ۲۰۱۲                |
| مقدونیه                                          | ۱۴۶                                  | ۲۰۱۴                |
| لاتویا                                           | ۱۴۰                                  | ۲۰۱۲                |
| آرژانتین                                         | ۱۰۰                                  | ۲۰۱۲                |
| میانمار                                          | ۴۰                                   | ۲۰۱۲                |